# Бояули
Бояули́ (каз. Бояулы) — село у складі Балхаського району Алматинської області Казахстану. Входить до складу Баканаського сільського округу.
Населення — 214 осіб (2021; 161 у 2009, 196 у 1999, 268 у 1989).